# C++/CX
C++/CX(C++ component extensions, 씨 플러스 플러스 컴포넌트 확장)는 마이크로소프트가 윈도 폰 8과 윈도우 8과 같은 새로운 윈도 런타임을 지원하기 위해 고안한, C++를 확장한 언어 규격이다.
문법이 C++/CLI와 유사하지만, 컴파일한 결과물은 C++/CLI의 Managed Code가 아닌 네이티브 코드다. 현재 비주얼 C++ 2012 이상에서 사용할 수 있다.

## 구문 변화
윈도 런타임을 위한 추가 구문을 제외하면, 기본적으로 C++11 표준과 호환되도록 설계되어 있다.

### 객체 생성
참조 포인터 ^는 CLI와 같으나 gcnew를 사용하지 않고 신규 키워드 ref new를 사용한다
C++/CLI
```
Obj
^
 
obj
 
=
 
gcnew
 
Obj
();

```

C++/CX
```
Obj
^
 
obj
 
=
 
ref
 
new
 
Obj
();

```

### 클래스 파일 분리
클래스를 정의하는 부분을 여러개로 나눌 수 있으며 키워드 partial를 사용한다.
```
// test.internal.h

partial
 
ref
 
class
 
Test

{

private
:

    
int
 
_priv_num
;

};

```

```
// test.h

#include
 
"test.internal.h"

ref
 
class
 
Test

{

public
:

    
int
 
GetNumber
();

}

```

```
// test.cpp

#include
 
"pch.h"

#include
 
"test.h"

int
 
Test::GetNumber
()

{

    
return
 
_priv_num
;

}

```

### 런타임 제네릭
C++/CX는 윈도 런타임의 런타임 기반 동적 제네릭을 지원한다.
```
generic
 
<
typename
 
T
>

public
 
ref
 
class
 
Test

{

private
:

    
property
 
T
 
Value
;

}

```

## 같이 보기
- C++
- C++/CLI